# Spécialiste
Un spécialiste est une personne qui a des connaissances approfondies dans une ou plusieurs disciplines précises. Elle se distingue ainsi d'un généraliste, qui a des connaissances générales.
Dans La Mise en scène de la vie quotidienne, Erving Goffman présente les spécialistes comme étant détenteur de secrets des professions qu'ils soutiennent. Toutefois, à la différence d'un collaborateur, ou d'une collaboratrice, ils ne partagent pas le risque de l'activité professionnelle ; de plus la profession soutenue ne connait pas les pratiques internes de travail du spécialiste, la relation n'est pas symétrique. Pour ces raisons les spécialistes doivent faire preuve de discrétion. Les psychothérapeutes, les avocats, les concierges même, ne doivent pas divulguer ce qu'ils savent des autres. Lorsque le spécialiste est d'un niveau social supérieur à ses clients, la confidentialité à laquelle il est tenu maintient un statu quo des forces sociales ; lorsqu'il est d'un niveau inférieur, cela entraîne chez le spécialiste un scepticisme général sur la valeur de cette société.

## Exemples
- Un ingénieur commercial est un spécialiste qui connaît un domaine technique précis quelconque et l'aspect commercial de ce domaine.
- Un médecin spécialiste pratique une spécialité médicale en particulier.
- Un raffineur est un spécialiste du domaine du raffinage du pétrole.